# Еттлінген-Вест
48°56′50″ пн. ш. 8°23′16″ сх. д. / 48.9471035° пн. ш. 8.387815° сх. д.
Еттлінген-Вест (нім. Ettlingen West) — залізнична станція в місті Еттлінген, земля Баден-Вюртемберг, Німеччина.

## Історія
Державні залізниці Великого Герцогства Баден побудували станцію Еттлінген як проміжну на Магістральній залізниці Бадена

у виїмці

на захід від міста Еттлінген.

Вокзал на Бангофштрассе, 4 був побудований за проєктом архітектора Фрідріха Айзенлора .

Його основа, наріжні камені та стіни складені з червоного пісковику, решта стін — цегляна та оштукатурена.
Дах був покритий полив'яною черепицею. Щоб звести земляні роботи до мінімуму, вестибюль був трохи вищий за кімнати очікування.

1 травня 1844 року вокзал був урочисто відкритий разом із дистанцією Карлсруе — Раштатт.

25 серпня 1885 року місто Еттлінген відкрило 1,7-кілометрове відгалуження Еттлінген — Еттлінген-Ербпринц.
Цей маршрут продовжили двома роками пізніше до Еттлінген-Гольцгофа та з'єднали з Альбтальбаном у другій половині 1890-х років.

Коли Deutsche Reichsbahn заснували в 1920 році, станція стала частиною її мережі і згодом мала назву Еттлинген-Райхсбан

або Еттлінген-Райхсбангоф.
Після Другої світової війни Федеральна залізниця Німеччини дала станції її нинішню назву — Еттлінген-Вест.

## Трафік
| Лінія                    | Маршрут | Інтервал                              |
| ------------------------ | --- | ------------------------------------- |
| RE2                      | Карлсруе-Головний — Еттлінген-Вест — Раштатт — Баден-Баден — Оффенбург — Констанц                                | окремі потяги                         |
| RE7                      | Карлсруе-Головний — Еттлінген-Вест — Раштатт — Баден-Баден — Оффенбург — Фрайбург-Головний — Базель-Бадішер      | окремі потяги                         |
| RE40                     | Карлсруе-Головний — Еттлінген-Вест — Раштатт — Гаггенау — Фройденштадт-Головний                                  | окремі потяги                         |
| RB41                     | Карлсруе-Головний — Еттлінген-Вест — Раштатт — Гаггенау — Фройденштадт-Головний                                  | щогодини                              |
| RB44                     | Карлсруе-Головний — Еттлінген-Вест — Раштатт (– Баден-Баден — Ахерн)                                             | щогодини                              |
| S-71                     | Карлсруе-Головний — Еттлінген-Вест — Раштатт — Баден-Баден — Ахерн                                               | окремі потяги                         |
| S-81                     | Карлсруе-Головний — Еттлінген-Вест — Раштатт — Гаггенау — Фройденштадт-Головний                                  | окремі потяги                         |
| Freizeitexpress Albtäler | Менцінген/Оденгайм — Брухзаль — Карлсруе-Головний — Еттлінген-Вест — Еттлінген-штадт — Бузенбах — Бад-Герренальб | пара поїздів у неділю та святкові дні |